# Jaume Botellas Bisbal
Jaume Botellas Bisbal (Ciutat de Mallorca, segle XVII-Lloseta, Mallorca, 1730). Sacerdot, autor dramàtic, poeta i cronista.

## Biografia
Eclesiàstic. Beneficiat de la Seu, permutà el lloc amb el de beneficiat de l'església parroquial d'Inca. Primer vicari de l'església de Lloseta, càrrec que mantingué durant 19 anys. Morí a Lloseta el 7 de febrer de 1730 i fou sepultat a la capella de Sant Josep.

## Obra
Deixà tres obres manuscrites i tres impreses. Les tres obres manuscrites són:
- Un epigrama llatí que es posà al front de l'obra "Amenissimum Parnasi" del P. Tomàs Barceló.
- Una història de la invenció de la imatge de la Mare de Déu de Lloseta, amb notícies del seu temps sobre el culte de l'església, obra de la qual es va servir Fra Gaietà de Mallorca en la seva obra "Loseta ilustrada".
- Una història sobre la invenció de la Mare de Déu de Lluc, els seus miracles i el curs de la seva devoció, sota el títol de "El patrocinio universal del Reino de Mallorca" (1728).

Les obres impreses són:
- El prodigio de ambos amores. Vida y hechos del ínclito doctor y mártir el B. Raimundo Lulio. Comedia nueva en tres actos y en verso, dedicada a los magníficos jurados del Reino. Ciutat de Mallorca: Impremta de Melcion Guasp, 1701.
- Fiesta particular que hicieron los gremios de esta Ciudad de Mallorca el dia 12 de octubre de 1706 después de las muchas que se celebraron `por la deseada y feliz entrega de este Reino al católico y augusto monarca de las Españas Carlos III(que Dios guarde) dedicada al Escmo. señor Conde de Zavellà. Ciutat de Mallorca: Impresa al Reial Convent de Sant Domingo, 1706.
- Doctrina cristiana ab sa breu declaració per preguntas y respostas. Ciutat de Mallorca: Impresa a l'obrador de Pere Antoni Capó, 1732. (Es tracta de la traducció al català del catecisme castellà del jesuïta Gaspar Astete, va ser reeditat el 1746).